# Kanton Varilhes
Der Kanton Varilhes ist ein ehemaliger französischer Wahlkreis im Département Ariège und in der Region Midi-Pyrénées. Er umfasste 18 Gemeinden im Arrondissement Pamiers; sein Hauptort (frz.: chef-lieu) war Varilhes. Die landesweiten Änderungen in der Zusammensetzung der Kantone brachten im März 2015 seine Auflösung.

## Gemeinden
| Gemeinde                | Einwohner (Stand: 2022) | Code postal | Code Insee |
| ----------------------- | ----------------------- | ----------- | ---------- |
| Artix                   | 113                     | 09120       | 09021      |
| Calzan                  | 45                      | 09120       | 09072      |
| Cazaux                  | 45                      | 09120       | 09090      |
| Coussa                  | 278                     | 09120       | 09101      |
| Crampagna               | 952                     | 09120       | 09103      |
| Dalou                   | 784                     | 09120       | 09104      |
| Gudas                   | 197                     | 09120       | 09137      |
| Loubens                 | 277                     | 09120       | 09173      |
| Malléon                 | 79                      | 09120       | 09179      |
| Montégut-Plantaurel     | 319                     | 09120       | 09202      |
| Rieux-de-Pelleport      | 1261                    | 09120       | 09245      |
| Saint-Bauzeil           | 57                      | 09120       | 09256      |
| Saint-Félix-de-Rieutord | 469                     | 09120       | 09258      |
| Ségura                  | 194                     | 09120       | 09284      |
| Varilhes                | 3491                    | 09120       | 09324      |
| Ventenac                | 235                     | 09120       | 09327      |
| Verniolle               | 2381                    | 09340       | 09332      |
| Vira                    | 158                     | 09120       | 09340      |